# マグヌス・ヘドマン

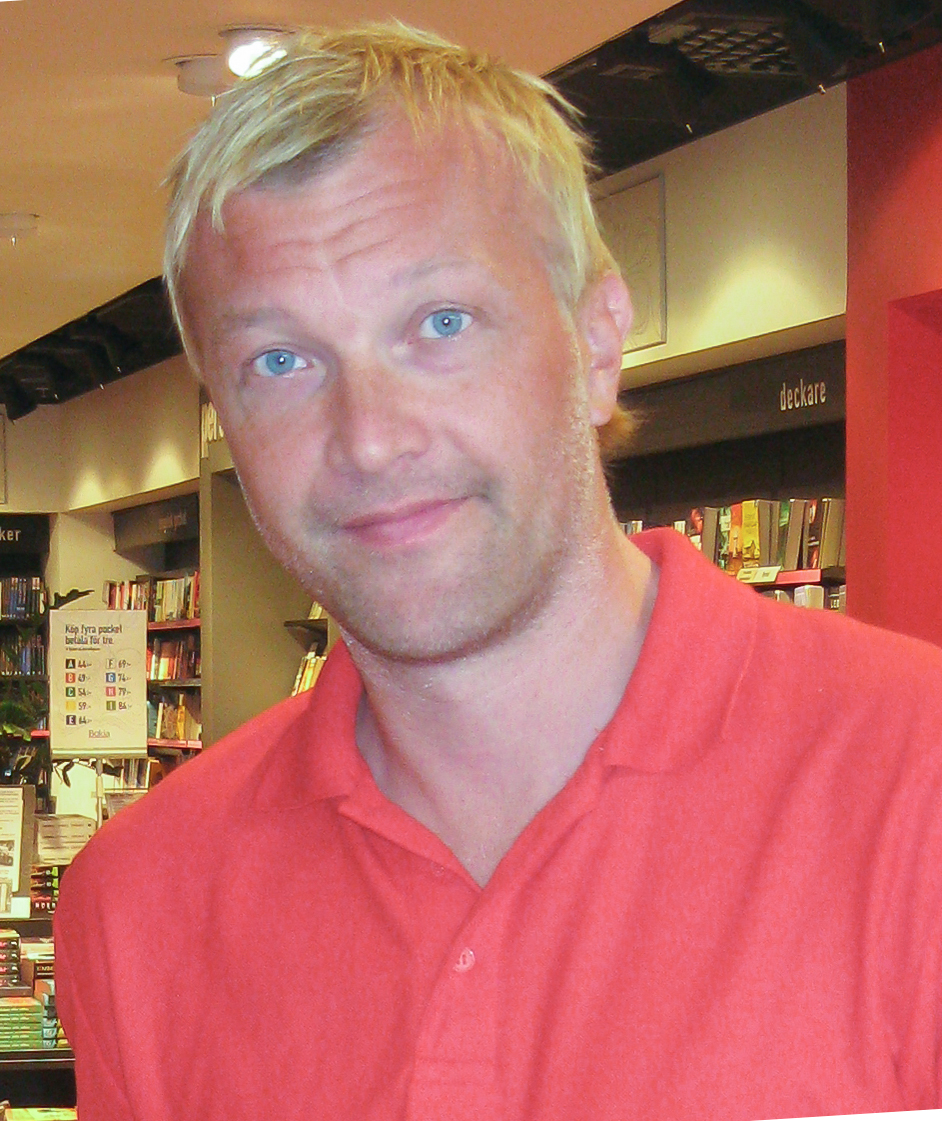
マグヌス・ヘドマン

カール・マグヌス・ヘドマン（Carl Magnus Hedman, 1973年3月19日 - ）はスウェーデン出身の元サッカー選手。ポジションはゴールキーパー。元スウェーデン代表。
アイスホッケー選手として幼い頃から活躍していたものの、先にサッカーでスウェーデン代表に選出されたため、サッカーの道を選んだ。

## クラブ経歴
1990年にAIKでデビュー、1992年には55年ぶりのリーグ制覇をレギュラーポジションで迎えた。1996年にコヴェントリーへ移籍すると持ち前の能力を発揮してレギュラーを奪取する。しかしながら2000-01シーズン終了後に降格の憂き目に遭い、翌年セルティックへと移る。
移籍当初は怪我も重なり活躍できなかったが、2002年末に復帰する。しかし出遅れが響き、チームの主力となれずにアンコーナへとレンタル放出される。翌シーズンにはセルティックへ戻るも、やはりレギュラーポジションは獲れず、2004-05シーズン後に現役引退した。
2006年11月にゴールキーパーが相次いで負傷し、控えゴールキーパーを探していたFAプレミアリーグ・チェルシーFCと契約したが、出場機会はなかった。

## 代表経歴
スウェーデン代表としては、1994 FIFAワールドカップメンバーに第3ゴールキーパーとして名を連ねる。結局出場はなかったが、貴重な経験を積んだ。代表デビューは1997年2月のルーマニア戦で、以降はスウェーデン代表の守護神としてゴールマウスを守り続けた。
EURO2000予選では1失点に抑え本大会出場に貢献。2002 FIFAワールドカップでもグループリーグから全試合に出場し、「死の組」首位通過の原動力となった。その後はアンドレーアス・イサクソンの台頭もあってレギュラーの座を失い第2ゴールキーパーとなった。2004年に代表から退くまで国際Aマッチ58試合に出場した。

## 所属クラブ
- AIKソルナ 1990-1996
- コヴェントリー・シティFC 1996-2002
- セルティックFC 2002-2003
- アンコーナ・カルチョ 2003-2004
- セルティックFC 2004-2005
- チェルシーFC 2006.11-2007

## 代表歴

### 出場大会
- スウェーデン代表
  - 1994 FIFAワールドカップ
  - 2002 FIFAワールドカップ

### 試合数
- 国際Aマッチ 57試合 0得点（1997年-2004年）[1]

| スウェーデン代表 | 国際Aマッチ | 国際Aマッチ |
| 年               | 出場        | 得点        |
| ---------------- | ----------- | ----------- |
| 1997             | 4           | 0           |
| 1998             | 6           | 0           |
| 1999             | 9           | 0           |
| 2000             | 10          | 0           |
| 2001             | 11          | 0           |
| 2002             | 10          | 0           |
| 2003             | 3           | 0           |
| 2004             | 4           | 0           |
| 通算             | 57          | 0           |